# Route nationale 583
Pour les articles homonymes, voir Route nationale 583 (homonymie).
La route nationale 583 ou RN 583 était une route nationale française reliant Saint-Laurent-de-Trèves à Saint-Jean-du-Gard. À la suite de la réforme de 1972, elle a été déclassée en RD 983.

## Ancien tracé de Saint-Laurent-de-Trèves à Saint-Jean-du-Gard (D 983)
- Saint-Laurent-de-Trèves
- Col du Rey
- Barre-des-Cévennes
- Sainte-Croix-Vallée-Française
- Moissac-Vallée-Française
- Saint-Jean-du-Gard